# Mischocarpus reticulatus
Mischocarpus reticulatus är en kinesträdsväxtart som först beskrevs av Ludwig Radlkofer, och fick sitt nu gällande namn av R.W.J.M. Van der Ham. Mischocarpus reticulatus ingår i släktet Mischocarpus och familjen kinesträdsväxter. Inga underarter finns listade i Catalogue of Life.